# Ponte Phra Phutta Yodfa
Il ponte Phra Phutta Yodfa (in thailandese สะพานพระพุทธยอดฟ้า, Saphan Phra Phutta Yodfa, abbr. Saphan Phut; in inglese Memorial Bridge) è un ponte stradale che attraversa il fiume Chao Phraya a Bangkok, in Thailandia. Esso collega il centrale distretto Phra Nakhon con il grande quartiere di Thonburi.

## Nome
Fu fatto costruire dal re Prajadhipok (Rama VII) in commemorazione del 150º anniversario della dinastia Chakri e della fondazione di Bangkok. Il ponte è intitolato al Phra Phutta Yodfa, noto in Occidente come re Rama I, il fondatore della dinastia e di Bangkok. Il nome ufficiale del ponte è quindi Saphan Phra Phutta Yodfa, ma nel thailandese colloquiale viene chiamato Saphan Phut (ponte Phut). È conosciuto in inglese come Memorial Bridge (ponte commemorativo).

## Descrizione

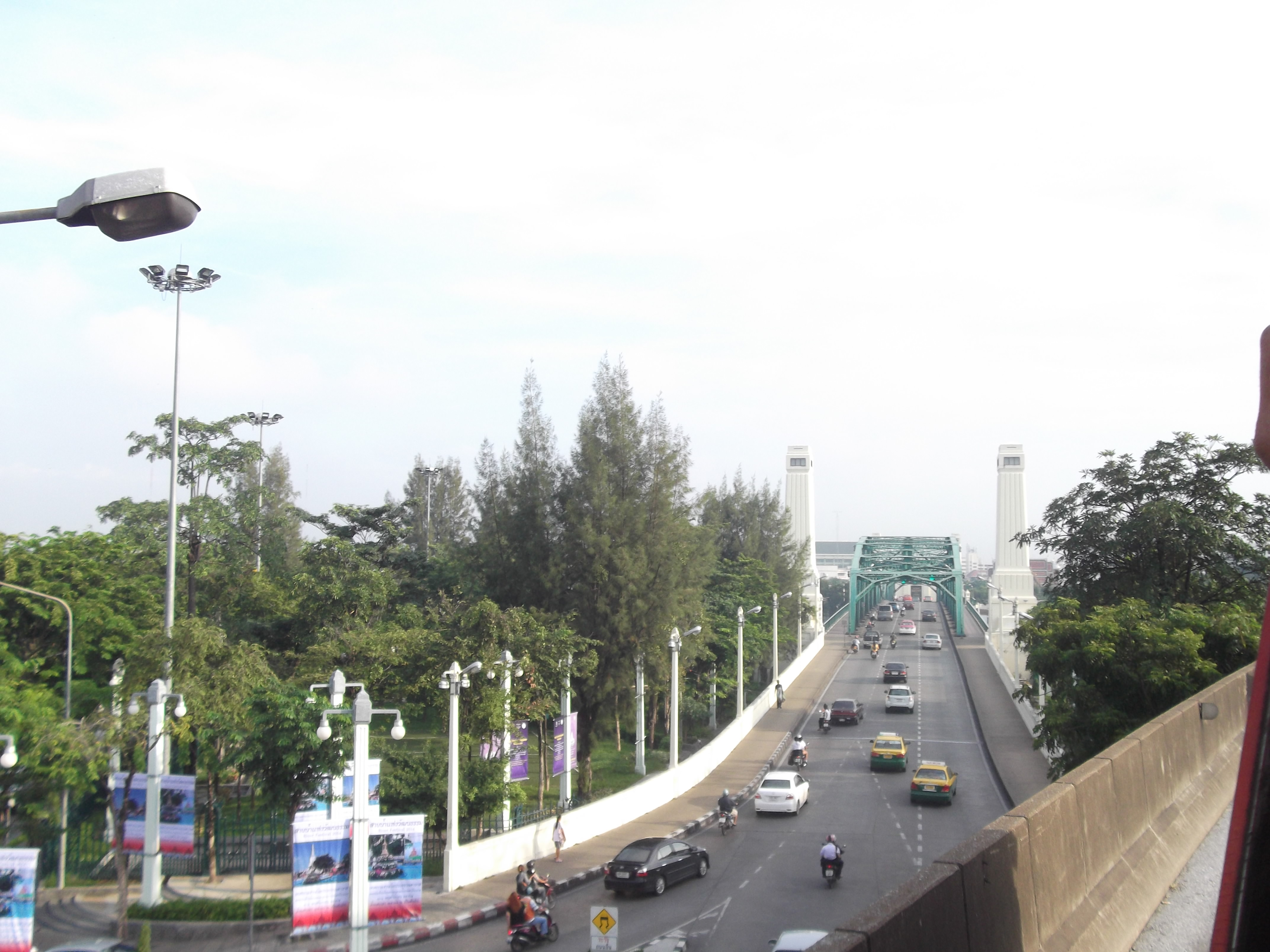
Imbocco del ponte sulla riva sinistra del fiume

La gara d'appalto fu vinta dall'azienda inglese Dorman Long ed i lavori furono realizzati come da volontà del governo sotto la supervisione dei tecnici italiani dello SNOS (Società Nazionale Officine Savignano). I lavori a Bangkok ebbero inizio il 3 dicembre 1929. Fu inaugurato il 6 aprile 1932 dal re Prajadhipok poco prima del colpo di Stato noto come rivoluzione siamese del 1932, dopo il quale il sovrano avrebbe concesso la monarchia costituzionale. Fu inizialmente costruito come ponte a due ali basculanti poste sulla campata centrale, che permettevano un passaggio di 60 metri. Tale funzione è caduta in disuso e dal 1983 è stato trasformato in un normale ponte fisso a capriate.
La carreggiata comprende tre corsie di marcia e vi sono due marciapiedi. La lunghezza totale del ponte compresa delle rampe è di 678 metri, mentre la distanza tra le spalle è di 230 metri. Le campate sono composte da capriate ad arco aventi una diversa travatura reticolare. In quelle laterali, che misurano 75,25 metri, la travatura è posta sull'intradosso, che è rivolto verso il basso, mentre in quella centrale, che misura 79,40 metri, la travatura è sull'estradosso, con l'intradosso rivolto verso l'alto.
Le rampe su entrambi i lati sono corredate da giardini ornamentali. Sul lato del ponte che dà verso il centro della città, sono state costruite due rampe curvate che formano un semicerchio. In mezzo a tali rampe vi è un giardino e nel punto in cui si incontrano è stata posta un'imponente statua in bronzo raffigurante Rama I, realizzata dallo scultore italiano naturalizzato thailandese Silpa Bhirasri e inaugurata lo stesso giorno dell'inaugurazione del ponte.
Con l'aumento del traffico automobilistico, il ponte Phra Phutta Yodfa divenne insufficiente e il 3 dicembre 1984 fu inaugurato a poche decine di metri il ponte Phra Pokklao, una struttura in calcestruzzo armato a tre viadotti affiancati di cui quello centrale destinato ad ospitare linee di trasporti pubblici su rotaia. Tale viadotto centrale è comunque rimasto inutilizzato, mentre gli altri due ospitano due carreggiate stradali aventi direzioni di marcia diverse.

## Dintorni
Nelle vicinanze del ponte Phra Phutta Yodfa si trovano:
- Pontone Tha Saphan Phut per l'attracco delle Chao Phraya Express Boat, imbarcazioni simili al vaporetto veneziano con le stesse funzioni di trasporto pubblico;
- Talad Pak Khlong, il più grande mercato di fiori e frutta a Bangkok;
- Mercato serale Saphan Phut di abbigliamento giovanile economico, piccoli ristoranti ecc. che si tiene il martedì e la domenica dalle 18 alle 24;
- Phahurat, il quartiere indiano di Bangkok.